# Saint Mary’s Cathedral (Sydney)

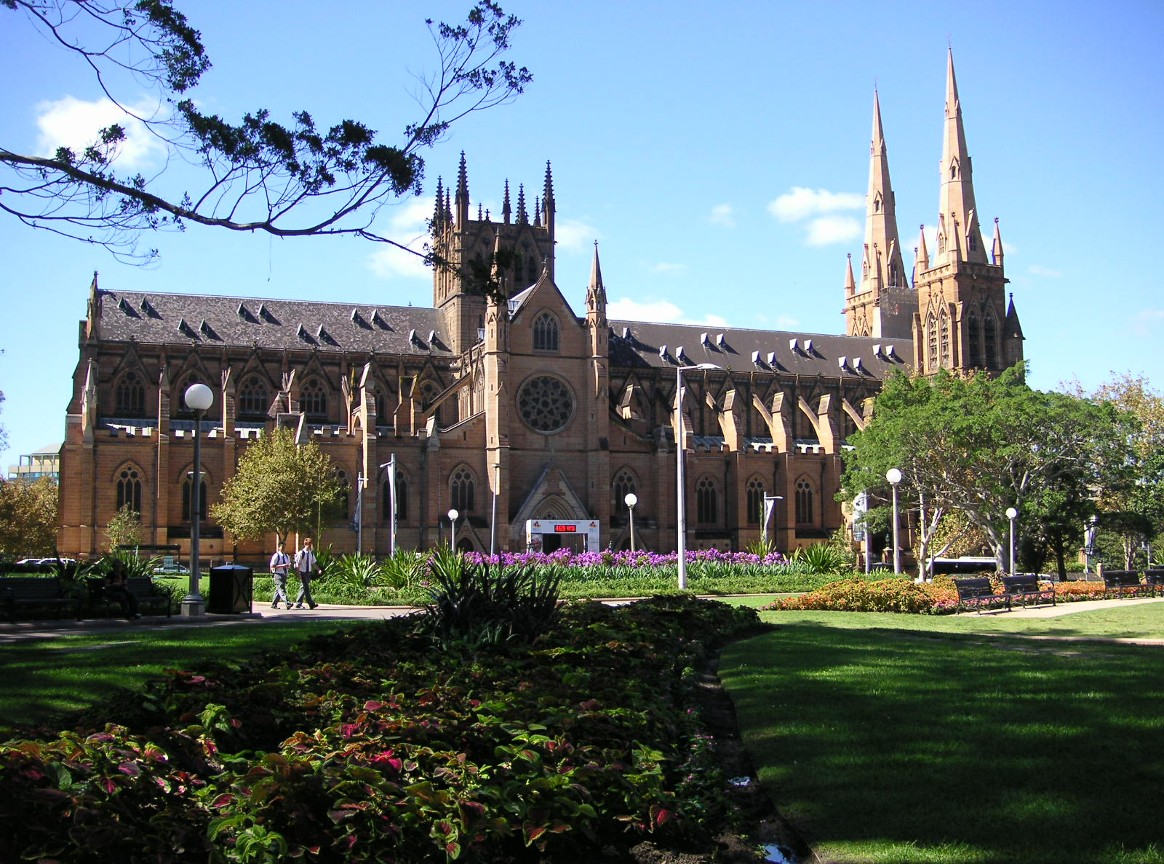
Saint Mary’s Cathedral

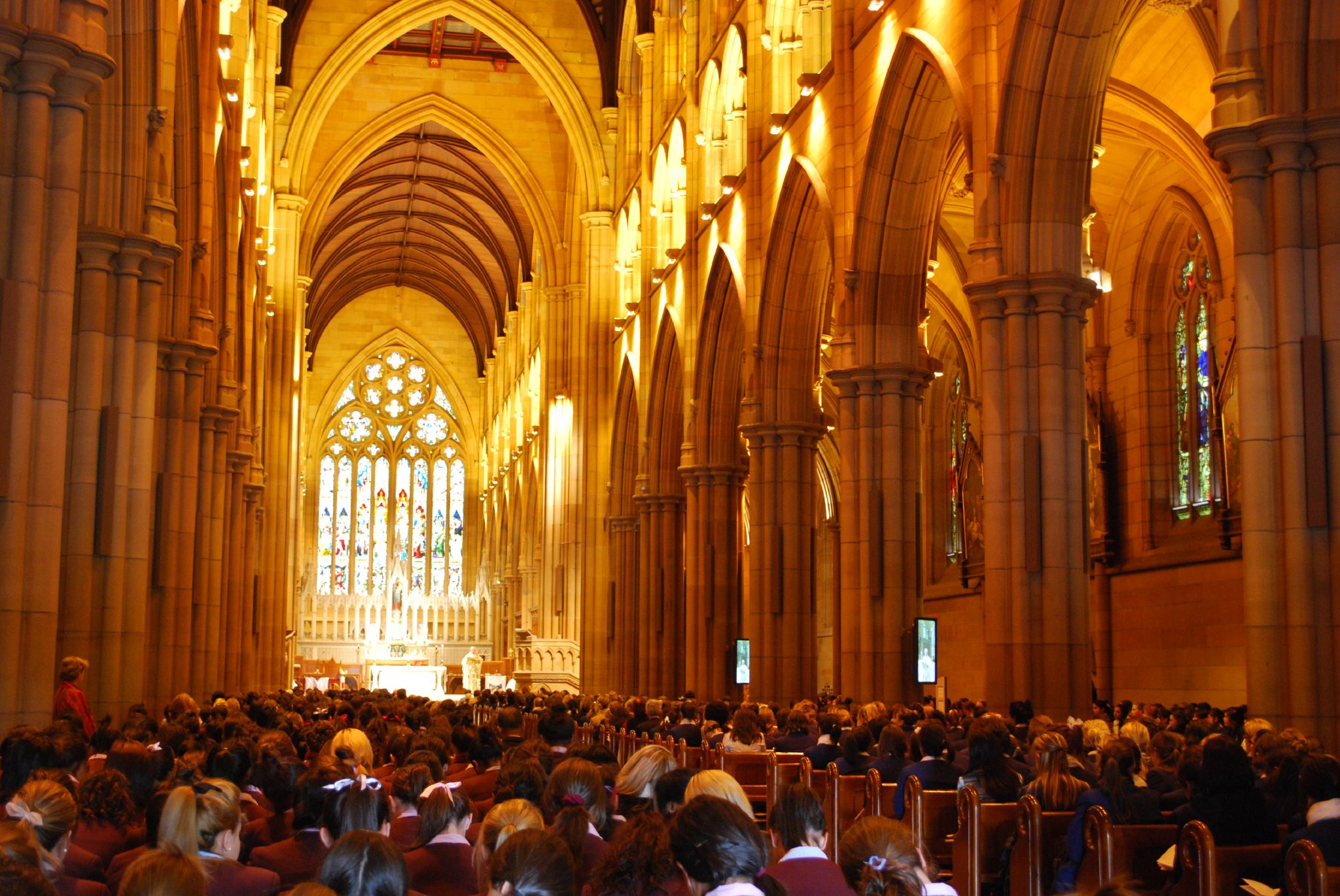
Blick durch den Kirchenraum

Die Saint Mary’s Cathedral ist die römisch-katholische Kathedrale in Sydney und Sitz des Erzbischofs des Erzbistums Sydney. Sie wurde im 20. Jahrhundert im Stil der Neugotik errichtet.

## Baugeschichte
Die Kathedrale liegt im Zentrum Sydneys, Sydney City, und wurde wegen des Straßenrasters in unüblicher Nord-Süd-Richtung geplant. Hyde Park und die U-Bahn-Station St James liegen im Westen, das Regierungsgebäude im Norden, The Domain im Nordosten und der Phillip Park im Süden. Das neogotische Bauwerk aus Hawkesbury-Sandstein zählt zu den größten Kirchen in Australien, mit St Mary’s Cathedralihren 74,6 m hohen Türmen ist sie nur die vierthöchste des Kontinents. Der Grundstein für die erste im gotischen Stil errichtete Kathedrale St. Mary wurde 1821 vom Gouverneur Lachlan Macquarie gelegen; sie brannte jedoch im Jahr 1865 ab. Der Grundstein für die heutige Kathedrale wurde im Jahr 1868 gelegt. 1913 wurde mit dem Bau des Kirchenschiffs begonnen, die Krypta wurde 1961 vollendet. Zwei im Originalplan von Wardell vorgesehene Türme wurden erst im Jahr 2000 vervollständigt.
1932 erhielt die Kirche durch Papst Pius XI. den Titel einer päpstlichen Basilica minor und hat den Status eines Baudenkmals. Sie ist der Maria Hilfe der Christen (Mary Help of Christians) gewidmet.

## Ausstattung

### Kunstwerke
Zum Weltjugendtag 2008 hat die italo-australische Gemeinde Sydneys der Kathedrale eine Bronzestatue von Johannes Paul II. geschenkt, gegossen vom italienischen Bildhauer Fiorenzo Bacci. Die Statue wurde vor der Kirche aufgestellt.

## Kirchenmusik

### Orgeln

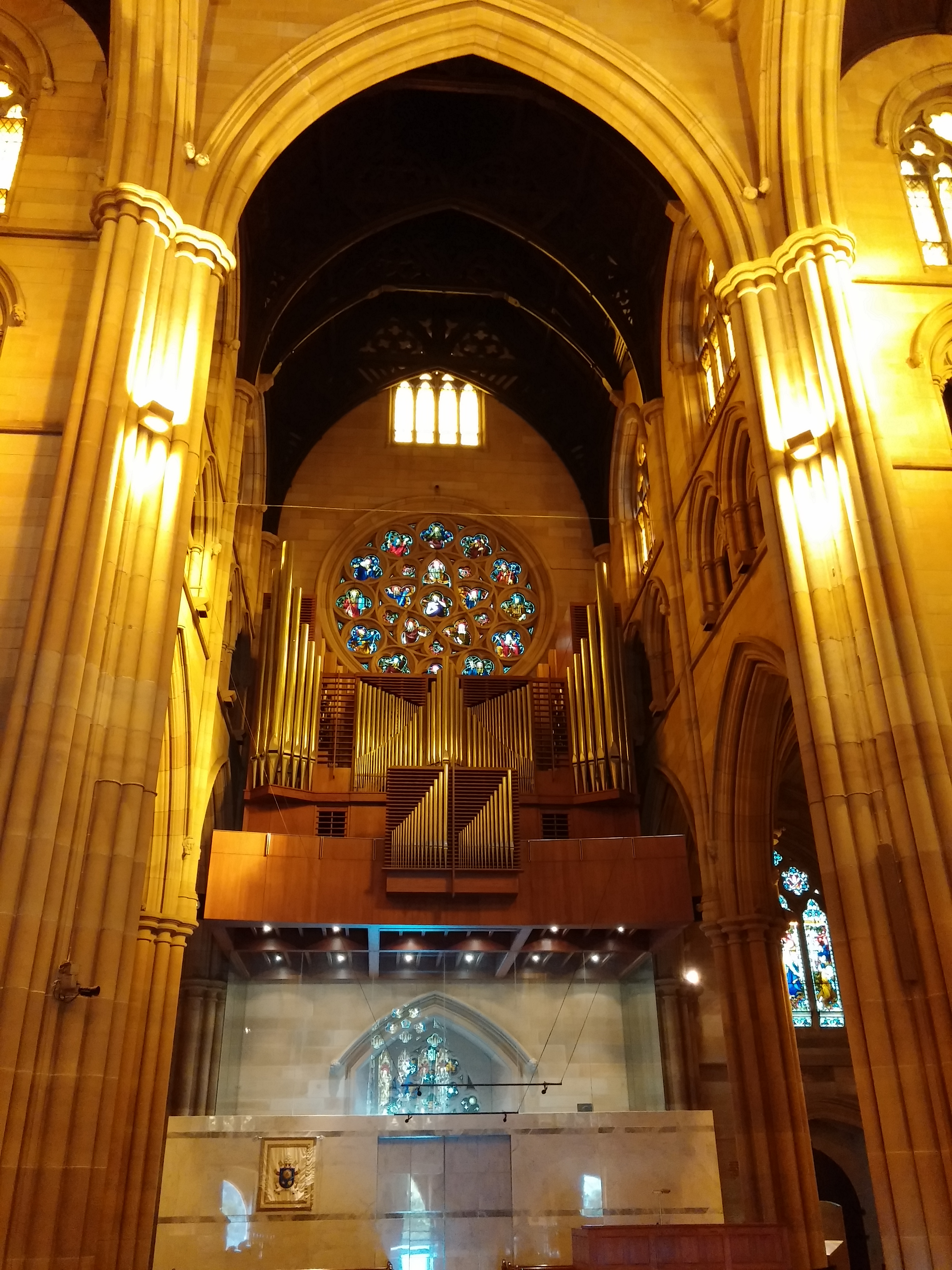
Hauptorgel

Die Geschichte der Orgeln reicht zurück in das 19. Jahrhundert. Heute befinden sich in der Kathedrale fünf Instrumente. Die Hauptorgel auf der Empore unter der großen Fensterrose wurde 1997 bis 1999 von der Orgelbaufirma Orgues Létourneau (Saint Hyacinthe, Quebec) errichtet. Sie hat 46 Register auf drei Manualen und Pedal.
| Great Organ C–    |       |
| Bourdon           | 16′   |
| Open Diapason     | 8′    |
| Harmonic Flute    | 8′    |
| Chimney Flute     | 8′    |
| Violoncello       | 8′    |
| Principal         | 4′    |
| Waldflute         | 4′    |
| Twelfth           | 2 ⁄3′ |
| Fifteenth         | 2’    |
| Mixture IV        |       |
| Sharp Mixture III |       |
| Trumpet           | 8′    |
| Tremulant         |       |

| Swell Organ C–   |       |
| Bourdon          | 16′   |
| Open Diapason    | 8′    |
| Stopped Diapason | 8′    |
| Viole de Gambe   | 8′    |
| Voix Céleste     | 4′    |
| Principal        | 4′    |
| Nachthorn        | 4′    |
| Fifteenth        | 2 ⁄3′ |
| Mixture V        |       |
| Double Trumpet   | 16′   |
| Cornopean        | 8′    |
| Oboe             | 8′    |
| Clarion          | 4′    |
| Tremulant        |       |

| Choir Organ C–   |        |
| Salicional       | 8′     |
| Stopped Diapason | 8′     |
| Principal        | 4′     |
| Koppelflute      | 4′     |
| Nasard           | 2 ⁄3′  |
| Blockflute       | 2′     |
| Tierce           | 1 3⁄5′ |
| Larigot          | 1 ⁄3′  |
| Mixture IV       |        |
| Clarinet         | 8′     |
| Tuba             | 8′     |
| Tremulant        |        |

| Pedal Organ C– |     |
| Contra Bourdon | 32′ |
| Open Diapason  | 16′ |
| Bourdon        | 16′ |
| Principal      | 8′  |
| Bass Flute     | 8′  |
| Choral Bass    | 4′  |
| Mixture III    |     |
| Trombone       | 16′ |
| Trumpet        | 8′  |
| Clarion        | 4′  |

Das zweite Instrument stammt von Whitehouse Bros. aus Brisbane (Australien) und wurde 1942 auf der südlichen Empore errichtet. Es hat 27 Register auf zwei Manualen und Pedal.
Die dritte Orgel befindet sich im Chor, wurde von Ronald Sharp aus Sydney 1960 gebaut und hat 26 Register auf zwei Manualen und Pedal.
In der Krypta befindet sich eine weitere kleine Orgel, die aus der Werkstatt Bellsham Pipe Organs aus Kalamunda in Perth, West Australien stammt. Sie hat sechs Register auf einem Manual und Pedal.
Das fünfte Instrument ist ein Orgelpositiv, das über 54 Holzpfeifen in drei Registern verfügt. Es wurde 2017 von der Werkstatt Klop Early Keyboard Instruments aus Barneveld in den Niederlanden gebaut und wird hauptsächlich für die Begleitung von Vespergottesdiensten und Konzerte eingesetzt.

## Trivia
Am 28. November 2017 fand hier die Trauerfeier für den verstorbenen AC/DC-Gitarristen Malcolm Young statt.